# Grażyna Dudek
Grażyna Dudek (ur. 20 sierpnia 1960 w Katowicach) – polska łyżwiarka figurowa startująca w konkurencji solistek. Uczestniczka igrzysk olimpijskich w Innsbrucku (1976), uczestniczka mistrzostw świata i Europy, 5-krotna mistrzyni Polski (1974–1978).
Córka Zbigniewa i Teresy Mikoszek. Absolwentka IV Liceum Ogólnokształcącego w Katowicach. Była reprezentantką MKS Iskry Katowice (1965–1967), Naprzodu Janów (1969–1974), KKŁ Centrum Katowice (1975–1979) i wychowanką trenera Zygmunta Kaczmarczyka, a następnie trenera Henryka Hanzela. Obok Urszuli Zielińskiej i Heleny Chwili – najlepsza polska solistka lat 70. XX wieku. Studiowała na Uniwersytecie Karola w Pradze na wydziale wychowania fizycznego ze specjalizacją łyżwiarską, gdzie wyszła za mąż. Następnie na stałe wyemigrowała do Danii.

## Osiągnięcia
| Zawody               | 72–73          | 73–74          | 74–75          | 75–76          | 76–77          | 77–78          |                |                |                |                |                |                |                |                |                |                |                |
| Międzynarodowe       | Międzynarodowe | Międzynarodowe | Międzynarodowe | Międzynarodowe | Międzynarodowe | Międzynarodowe | Międzynarodowe | Międzynarodowe | Międzynarodowe | Międzynarodowe | Międzynarodowe | Międzynarodowe | Międzynarodowe | Międzynarodowe | Międzynarodowe | Międzynarodowe | Międzynarodowe |
| -------------------- | -------------- | -------------- | -------------- | -------------- | -------------- | -------------- | -------------- | -------------- | -------------- | -------------- | -------------- | -------------- | -------------- | -------------- | -------------- | -------------- | -------------- |
| Igrzyska olimpijskie |                |                |                | 18             |                |                |                |                |                |                |                |                |                |                |                |                |                |
| Mistrzostwa świata   | 23             | 22             |                | 14             |                |                |                |                |                |                |                |                |                |                |                |                |                |
| Mistrzostwa Europy   |                | 24             | 16             | 11             | 15             |                |                |                |                |                |                |                |                |                |                |                |                |
| Prague Skate         |                |                | 8              | 3              |                |                |                |                |                |                |                |                |                |                |                |                |                |
| Krajowe              |                |                |                |                |                |                |                |                |                |                |                |                |                |                |                |                |                |
| Mistrzostwa Polski   |                | 1              | 1              | 1              | 1              | 1              |                |                |                |                |                |                |                |                |                |                |                |